# Uta Reinöhl
Uta Reinöhl (* 1986) ist eine deutsche Linguistin und Hochschullehrerin. 

## Leben
Reinöhl studierte von 2005 bis 2010 an den Universitäten Dublin und Münster Allgemeine Sprachwissenschaft, Philosophie und Anglistik und promovierte 2013 an der Universität zu Köln in Allgemeiner Sprachwissenschaft zum Thema Grammaticization and the Rise of Phrase Structure – On the Emergence of Postpositional Constructions in Indo-Aryan. Nach ihrer Promotion war sie bis 2019 wissenschaftliche Mitarbeiterin an der Universität zu Köln sowie von 2015 bis 2017 als Stipendiatin der Humboldt-Stiftung an der Australian National University tätig. Seit 2019 ist Reinöhl Leiterin der Emmy-Noether-Nachwuchsgruppe Non-hierarchicality in grammar. Construction formation without word class distinction across categories and languages an der Johannes Gutenberg-Universität Mainz. 2020 wurde sie als Nachfolgerin von Eva Tichy auf den Lehrstuhl für Allgemeine Sprachwissenschaft der Universität Freiburg berufen.

## Forschungsschwerpunkt
Uta Reinöhl befasst sich mit der Grammatikalisierungstheorie, der Historischen Syntax, der Non-configurationality, Serialverbkonstruktionen, der Tonalen Phonologie und den Sprachen Indoarisch, Indoeuropäisch, dem Südasiatischen Sprachbund und Tibetoburmanisch (Mishmi). Mit ihrer Grammatikalisierungsforschung, dem Wissen über verschiedene Sprachen und der Fähigkeit zur Generalisierung einerseits und ihrer Forschung zur Entwicklung bestimmter Sprachen im Bereich der Historischen Sprachwissenschaft andererseits verbindet Uta Reinöhl nebeneinander liegende Wissenschaftstraditionen.

## Werke
- Uta Reinöhl: Grammaticalization and the rise of configurationality in Indo-Aryan. (Dissertation, Universität Köln, 2013/2014). Oxford University Press, Oxford 2016, ISBN 978-0-19-873666-0 (englisch).
- T. Mark Ellison, Uta Reinöhl: Compositionality, Metaphor, and the Evolution of Language. SpringerLink, 2022, doi:10.1007/s10764-022-00315-w, urn:nbn:de:101:1-2022101719403643454504 (englisch).
- Ellison, T. Mark; Reinöhl, Uta: Metaphorical extension and the evolution of configurationality. Universität Freiburg, 2022, doi:10.12775/3991-1.022, urn:nbn:de:bsz:25-freidok-2263547 (englisch, uni-freiburg.de).

## Auszeichnungen
- 2015: Wilhelm von Humboldt-Preis[7]
- 2019: Heinz-Maier-Leibnitz-Preis[6]